# Juan Manuel Cañizares

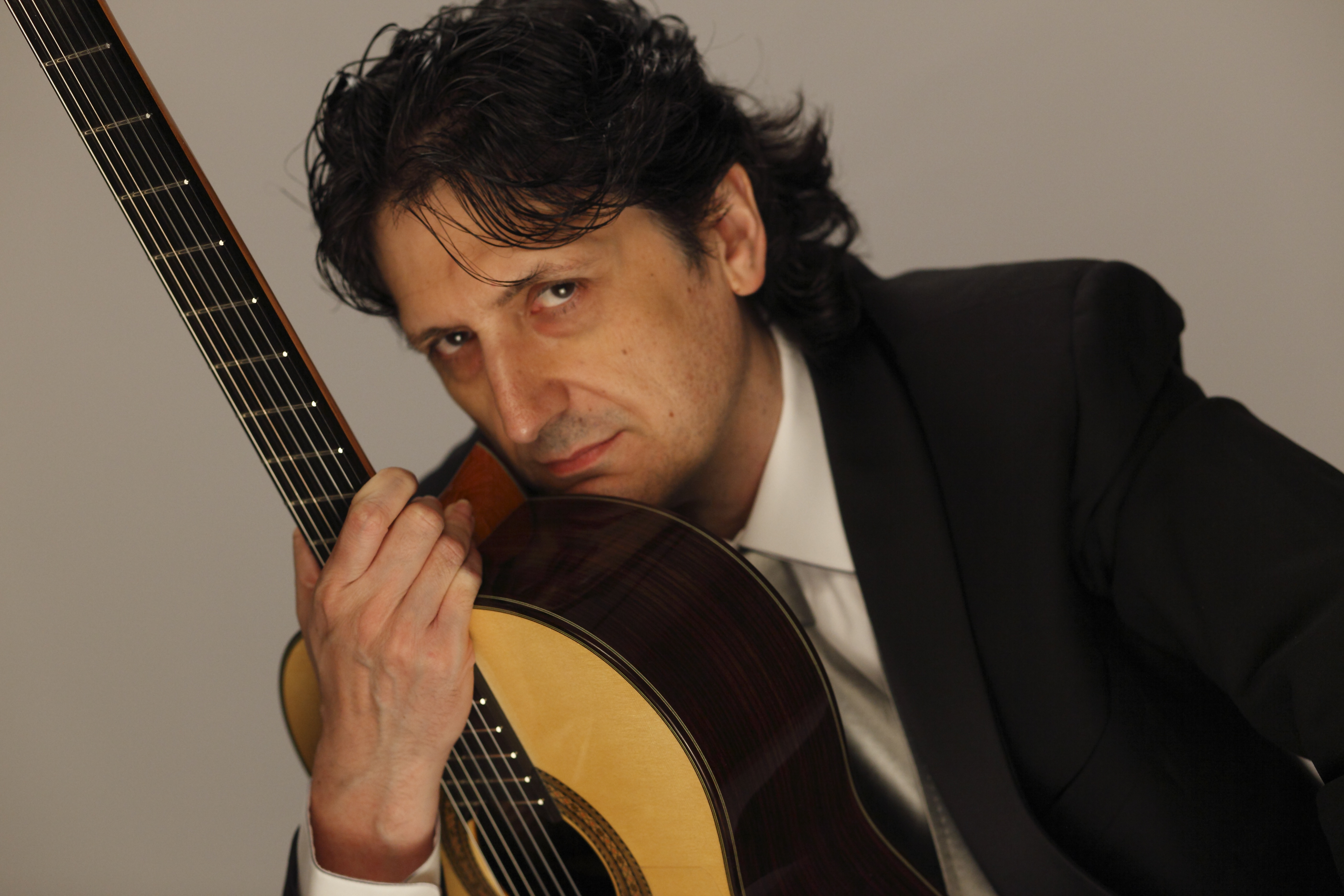
Juan Manuel Cañizares, 2011

Juan Manuel Cañizares (*  4. Mai 1966 in Sabadell, Provinz Barcelona, Katalonien, Spanien) ist ein spanischer Gitarren-Virtuose sowie Komponist und einer der derzeit bekanntesten Solisten der Flamenco-Gitarre.
Sein Vater und sein älterer Bruder Rafael gaben ihm den ersten Gitarrenunterricht. 1976 wurde er am Conservatorio Municipal de Sabadell aufgenommen. Seine Ausbildung setzte er in Terrassa und Barcelona fort. 1982 gewann Cañizares in Jerez den Premio Nacional de Guitarra. Das war der Grundstein zu seiner Karriere. Er konzertierte bereits bald mit zahlreichen bekannten Künstlern wie Enrique Morente, Camarón de la Isla, María Pagés, Pepe de Lucía, Joan Manuel Serrat, Alejandro Sanz, Rocío Jurado, Peter Gabriel, Al di Meola, La Fura dels Baus und The Chieftains. Eine wesentliche Station seines musikalischen Werdegangs war die Zusammenarbeit mit Paco de Lucía in den Jahren 1988 bis 1998. In dieser Zeit trat er mit Lucia und dessen Ensemble in vielen Städten in Europa, Asien, Amerika und Afrika auf.
Auch als Komponist hat er sich einen Namen gemacht. Cañizares hat einige Klavierwerke von Isaac Albéniz für zwei Gitarren umgeschrieben. Inzwischen tritt er auch im Duett mit klassischen Gitarristen auf, wie z. B. 2005 mit José Maria Gallardo in der Carnegie Hall. Ebenfalls im Jahr 2005 zählte eines seiner Konzerte zum Programm des Spanischen Pavillons auf der Expo 2005 in Japan. Am 1. Mai 2011 trat Cañizares zum Europakonzert mit den Berliner Philharmonikern im Teatro Real in Madrid unter dem Dirigenten Sir Simon Rattle auf. Zur Darbietung kam Joaquín Rodrigos Concierto de Aranjuez. Cañizares ist damit der erste Gitarrist und nach Plácido Domingo der zweite spanische Musiker, der hierzu eingeladen wurde.
Darüber hinaus lehrt er seit 2003 an der Escola Superior de Música de Catalunya in Barcelona.
Er hat bisher fünf Alben mit seinen Interpretationen herausgegeben und erhielt für sein viertes Album Suite Iberia, Albéniz by Cañizares in 2008 den Preis der Spanischen Akademie als bester Interpret klassischer Musik.
Er wirkte als Musiker und als Mitautor des Liedes Shadow an den Aufnahmen des Weltmusik-Kompilations-Albums mit dem Namen Big Blue Ball von Peter Gabriel und Karl Wallinger mit, das in den Sommern der Jahre 1991, 1992 und 1995 in den Real World Studios aufgenommen wurde und 2008 erschien.

## Diskografie
- 1997: Noches de Imán y Luna
- 1999: Original Transcription of Isaac Albéniz
- 2000: Punto de Encuentro
- 2007: Suite Iberia - Albéniz por Cañizares
- 2010: Cuerdas del Alma
- 2012: Goyescas - Granados por Cañizares
- 2018: El Mito de la Caverna